# Metylparaben
Methylparaben (methylparahydroxybenzoát) je organická sloučenina ze skupiny parabenů, která je používána jako konzervant v kosmetice, farmacii a potravinářství. Methylparaben se v přípravcích vlasové kosmetiky používá jako konzervační prostředek.[zdroj⁠?!] Methylparaben je možné nalézt i v přírodní formě. Může být produkován organickou cestou a můžeme jej nalézt například v borůvkách. [zdroj⁠?!]
V České republice je povoleno ho přidávat jako potravinářské aditivum (E 218) do cukrovinek (mimo čokolády), do tekutých sladidel nebo snacků. Methylparaben je nedráždivý, nekarcinogenní. Může vyvolávat alergii.[zdroj⁠?!]